# Беррі Голлівел
Беррі Голлівел (18 жовтня 1949 ) — англійський біохімік, відомий своєю роботою з біохімії вільних радикалів у рослинних і тваринних організмах та їх ролі в хворобах (оксидативний стрес).
З 1968 року вивчав біохімію в Оксфордському університеті (коледж Св. Катерини) , в 1971 у ньому здобув ступінь бакалавра з найкращими оцінками (з відзнакою першого класу, де він також отримав університетську премію Роуз за найкращу роботу з біології) і докторський ступінь в 1973 році під орудою Фредеріка Вотлі та Вернона Батта. 
1973/74 викладав у Портсмутській політехніці, а з 1974 року був викладачем Лондонського королівського коледжу, де він був лектором з 1985 року та професором медичної біохімії з 1988 року. 
1995 — 1999 рр, також був запрошеним професором у Каліфорнійському університеті в Девісі. 
В 2000 — професор біохімії у Національному університеті Сінгапуру (NUS). 
2006 — 2015 рр. віце - президент Університету досліджень і технологій.

## Нагороди та визнання
- 2011: премія Кена Боумена від Канадського інституту серцево-судинних наук
- 2012: член Американської асоціації сприяння розвитку науки[4];
- 2021:  Clarivate Citation Laureates;

## Доробок
Книги
- Barry Halliwell, John MC Gutteridge: Free Radicals in Biology and Medicine, Oxford UP, 5. Auflage 2015, ISBN 0198717482
- Barry Halliwell:  Chloroplast Metabolism, 2. Auflage, Oxford University Press, 1984, ISBN 0198545851

Інші публікації
- mit Christine H. Foyer: The presence of glutathione and glutathione reductase in chloroplasts: a proposed role in ascorbic acid metabolism, Planta, Band 133, 1976, S.  21–25
- mit J. M. Gutteridge: Oxygen toxicity, oxygen radicals, transition metals and disease,  Biochemical Journal, Band 219, 1984, S.  1–14
- mit J. M. C. Gutteridge: Oxygen free radicals and iron in relation to biology and medicine: some problems and concepts, Archives of Biochemistry and Biophysics, Band 246, 1986, S. 501–514
- mit C. E. Cross, E. T. Borish u. a.: Oxygen radicals and human disease, Annals of Internal Medicine, Band 107, 1987, S. 526–545
- mit John M. C. Gutteridge, Okezie I. Aruoma: The deoxyribose method: A simple "test-tube" assay for determination of rate constants for reactions of hydroxyl radicals, Analytical Biochemistry, Band 165, 1987, S.  215–219
- Reactive oxygen species in living systems: source, biochemistry, and role in human disease, American Journal of Medicine, Band 91, 1991, S.  S14-S22
- mit Ol Aruoma: DNA damage by oxygen-derived species Its mechanism and measurement in mammalian systems, FEBS Letters, Band 281, 1991, S. 9–19
- Reactive oxygen species and the central nervous system, Journal of Neurochemistry, Band 59, 1992, S. 1609–1623
- mit J. M. C. Gutteridge, C E. Cross: Free radicals, antioxidants, and human disease: where are we now ?, Journal of Laboratory and Clinical Medicine, Band  119, 1992, S.  598–620
- Free radicals, antioxidants, and human disease: curiosity, cause, or consequence ?, The Lancet, Band 344, Nr. 8924, 1994, S. 721–724
- mit S. Chirico: Lipid peroxidation: its mechanism, measurement, and significance, American Journal of Clinical Nutrition, Band 57, 1993, S. 715S-725S
- Antioxidants in human health and disease, Annual Review of Nutrition, Band 16, 1996, S. 33–50
- mit H. Wiseman: Damage to DNA by reactive oxygen and nitrogen species: role in inflammatory disease and progression to cancer, Biochemical Journal, Band 313 (Part 1), 1996, S. 17.
- Antioxidant defence mechanisms: from the beginning to the end (of the beginning), Free Radical Research, Band 31, 1999, S. 261–272
- mit M. Whiteman: Measuring reactive species and oxidative damage in vivo and in cell culture: how should you do it and what do the results mean ?, British Journal of Pharmacology, Band 142, 2004, S. 231–255
- How I became a biochemist: The wanderings of a free radical, IUBMB Life, Band 56, Nr. 9, 2004, S. 569–570
- Oxidative stress and neurodegeneration: where are we now ?, Journal of Neurochemistry, Band 97, 2006, S. 1634–1658
- Reactive species and antioxidants. Redox biology is a fundamental theme of aerobic life, Plant Physiology, Band 141, 2006, S. 312–322
- Free radicals and antioxidants: – quo vadis ?,  Trends Pharmacol. Sci., Band 32, 2011, S. 125–130
- mit I. K. Cheah, R. M. Tang, T. S. Yew, K. H. Lim: Administration of Pure Ergothioneine to Healthy Human Subjects: Uptake, Metabolism, and Effects on Biomarkers of Oxidative Damage and Inflammation, Antioxid Redox Signal, Band 26, 2017, S. 193–206
- mit L. T. Ng, L. F. Ng, R. M. Y. Tang, D. Barardo, P. K. Moore, J.Gruber: Lifespan and healthspan benefits of exogenous H2S in elegans are independent from effects downstream of eat-2 mutation, NPJ Aging Mech. Dis., Band 6, 2020, S. 6.
- mit I. K. Cheah: Ergothioneine, recent developments, Redox Biol., Band 26, 2021, S. 101868